# Norman Foster

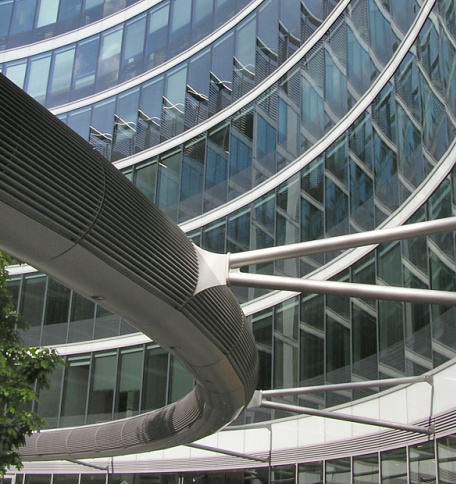
Centrum Metropolitan w Warszawie

Norman Robert Foster, Lord Foster of Thames Bank (ur. 1 czerwca 1935 w Stockport) – brytyjski architekt.

## Życiorys
Ukończył studia na Uniwersytecie Manchesterskim, na Wydziale Architektury i Urbanistyki (School of Architecture and City Planning), a także prestiżowy Uniwersytet Yale (w amerykańskim New Haven), na Wydziale Architektury (Yale School of Architecture). Jest założycielem międzynarodowego biura architektonicznego Foster and Partners z siedzibą w Londynie.
Jego twórczość jest znana z wyrafinowanego podejścia inżynierskiego i ze stylu eksponującego technikę.

## Główne dzieła
(m.in. wg źródła)
- drugi pod względem wielkości budynek na ziemi, którego powierzchnia jest większa niż milion metrów kwadratowych (1,3 mln m²) Terminal 3 w Pekinie
- do niedawna najwyższy wieżowiec UE – siedziba Commerzbanku we Frankfurcie nad Menem
- przebudowa gmachu Reichstagu w Berlinie
- przebudowa gmachu Muzeum Brytyjskiego w Londynie
- ratusz w Londynie
- siedziba Hongkong and Shanghai Banking Corporation (HSBC) w Hongkongu
- międzynarodowe lotnisko na wyspie Chep Lak Kok w Hongkongu – najdroższa konstrukcja portu lotniczego na świecie
- wielofunkcyjna hala The Sage w Newcastle
- Millennium Bridge w Londynie
- terminal pasażerski portu lotniczego Londyn-Stansted
- centrum dystrybucji Renault w Swindon
- centrum kulturalne Carré d’Art w Nîmes (we Francji)
- centrum biurowo-handlowe Metropolitan w Warszawie
- 30 St Mary Axe, budynek Towarzystwa Reasekuracyjnego Swiss Re (potocznie Gherkin – ogórek) w Londynie
- wiadukt Millau – najwyższy na świecie wiadukt, biegnący nad doliną rzeki Tarn we Francji
- wieżowiec Torre Caja Madrid w Madrycie
- Chan Szatyr w Astanie
- nowy stadion Wembley w Londynie
- Apple Park, siedziba główna firmy Apple w Cupertino[2]
- aktualnie najwyższy wieżowiec w UE - Varso Tower w Warszawie

## Nagrody
- 1999 Nagroda Pritzkera
- 1990 Nagroda Miesa van der Rohe
- 2002 Pour le Mérite za Naukę i Sztukę[3]